# Divatte-sur-Loire
Divatte-sur-Loire è un comune francese del dipartimento della Loira Atlantica nella regione dei Paesi della Loira.
È stato creato il 1º gennaio 2016 dalla fusione dei preesistenti comuni di Barbechat e La Chapelle-Basse-Mer.
Il capoluogo è la località di La Chapelle-Basse-Mer.